# Plains Music
Plains Music je studiové album britské rockové skupiny Manfred Mann's Plain Music, vydané v roce 1991. V roce 1998 vyšlo album v remasterované verzi.

## Seznam skladeb
| Strana 1 | Strana 1      | Strana 1                | Strana 1 |
| Pořadí   | Název         | Autor                   | Délka    |
| -------- | ------------- | ----------------------- | -------- |
| 1.       | Kiowa         | trad., arr. Mann        | 3:16     |
| 2.       | Medicine Song | trad., arr. Mann, Moore | 4:15     |
| 3.       | Wounded Knee  | trad., arr. Mann        | 4:51     |
| 4.       | Laguna        | trad., arr. Mann        | 4:56     |

| Strana 2 | Strana 2              | Strana 2         | Strana 2 |
| Pořadí   | Název                 | Autor            | Délka    |
| -------- | --------------------- | ---------------- | -------- |
| 5.       | Sikelele I            | Mann, Heron      | 3:43     |
| 6.       | Hunting Bow           | trad., arr. Mann | 1:35     |
| 7.       | Instrumedicine Song   | trad., arr. Mann | 4:06     |
| 8.       | Sikelele II           | Mann             | 4:03     |
| 9.       | Hunting Bow (reprise) | trad., arr. Mann | 2:40     |

| Bonusy na reedici v roce 1998 | Bonusy na reedici v roce 1998 | Bonusy na reedici v roce 1998 | Bonusy na reedici v roce 1998 |
| Pořadí                        | Název                         | Autor                         | Délka                         |
| ----------------------------- | ----------------------------- | ----------------------------- | ----------------------------- |
| 10.                           | Salmon Fishing                | trad., arr. Mann              | 4:02                          |
| 11.                           | L.I.A.S.O.M.                  | Murphey, Quarto               | 3:51                          |
| 12.                           | Medicine Song (remix)         | trad., arr. Mann, Moore       | 4:16                          |

## Sestava
- Manfred Mann – klávesy
- Noel McCalla – zpěv
- Barbara Thompson – saxofon
- Peter Sklair – baskytara
- Ian Hermann – bicí, perkuse

&
- Smiler Makana, Kelly Petlane, Doren Thobeki, Walter Sanza, Chief Dawethi